# Ib Storm Larsen
Ib Storm Larsen, född 28 september 1925 i Faaborg, död 4 januari 1991 i Algarve, var en dansk roddare.
Han blev olympisk silvermedaljör i fyra utan styrman vid sommarspelen 1948 i London.